# Estabanell Energia
Estabanell Energia és una empresa d'energia elèctrica amb seu a Granollers, Catalunya.

## Història
Els orígens d'aquesta companyia elèctrica sorgeixen d'una empresa tèxtil, Estabanell i Pahissa. A principis del segle XX un dels propietaris, Francesc Estabanell i Puntí, va enviar el seu fill Francesc Estabanell i Fontserè de viatge per Suïssa i el nord d'Itàlia per tal d'estudiar la generació d'energia elèctrica i la seva aplicació en la indústria. A la seva tornada es va començar a modificar la fàbrica que l'empresa tenia a Centelles per tal que deixés de funcionar amb energia de vapor i generar la seva pròpia energia elèctrica.
Així, el 1910 l'empresa adquiriria uns terrenys a Sant Pau de Segúries on aprofitaria l'aigua del riu Ter per a la producció d'electricitat que s'enviava fins a Centelles mitjançant una xarxa elèctrica pròpia. Aviat l'empresa va detectar una nova via de negoci comercialitzant l'excedent d'electricitat.
Un mercat que l'altre soci de l'empresa, Pedro Pahisa, va saber detectar fou el de la il·luminació elèctrica de les ciutats. Així, el 1911 va contactar amb l'Ajuntament de Granollers aconseguint un contracte per a començar l'electrificació del municipi que s'inauguraria després de llargs treball amb l'enllumenat de la Festa Major de 1913. Dos anys més tard, el 1915, la companyia establia la seva seu central a Granollers, al carrer del Rec, on encara és actualment.
Estabanell i Pahisa, doncs, va abandonar el sector del tèxtil i es va centrar en la generació i distribució d'energia d'electricitat, adquirint la Colònia Matabosch a Camprodon (Ripollès), que el 1923 passa a denominar-se Colònia Estabanell, o instal·lant a l'antiga fàbrica de Centelles un motor dièsel de 1.200 CV el 1935 que seria en el moment el més potent de Catalunya.
Durant la Guerra Civil l'empresa fou col·lectivitzada i després del conflicte la família en va reprendre la direcció. El 1970, Estabanell és una les empreses promotores de l'Associació d'Empreses Elèctriques (ASEME), de la qual ostenta la vicepresidència, i del seu homòleg internacional, el Groupement Européen des Entreprises et Organismes de Distribution d'Energie (GEODE), que permet negociar amb la Companyia Operadora del Mercat de l'Electricitat a Brussel·les.
El 1996 l'empresa, que encara s'anomenava Estabanell i Pahisa, va canviar el nom a Estabanell i Pahisa Energia amb el nom comercial d'Estabanell Energia. Dona servei a 27 municipis de les comarques d'Osona, Ripollès i Vallès Oriental.
El 2012 s'inaugura a la seu central de Granollers el Centre d'Operacions de la Xarxa (COX), un gestor global que integra els diferents processos informàtics per tal de poder operar a distància i en el menor temps possible davant de qualsevol incidència. El COX permet avançar cap al model de les xarxes intel·ligents (smart grid), que modificarà l'actual sistema elèctric i la relació amb l'usuari final.
El 2016 crea emagina, una filial per a la distribució de fibra, serveis de telefonia i televisió amb l'objectiu de vertebrar el seu territori natural, vinculant empreses de la zona. Aquesta iniciativa empresarial es posa en marxa després de la primera inversió d'Estabanell en el desplegament de fibra òptica a Catalunya, iniciada el 2015.
Estabanell Energia és soci fundador de l'Smart Rural Grid, d'Estabanell: Mobilitat; participa en el programa europeu RESOLVD, Renewable penetration levered by Efficient Low Voltage Distribution grids. A principis de 2018 és soci fundador del grup ENTRA, Energy Transition. Pertany a la taula d'Impuls a l'Autoconsum Fotovoltaic a Catalunya impulsada per l'ICAEN. Participa en el projecte europeu INVADE, plataforma intel·ligent per a la gestió de l'energia. El 2012 rebé la Medalla de la ciutat de Granollers.